# Jonathan Paiement
Jonathan Paiement (né le 7 mars 1985 à Montréal au Québec) est un joueur professionnel canadien de hockey sur glace.

## Carrière de joueur
Entre 2001 et 2006, il dispute 334 matchs avec les Castors de Sherbrooke et les Maineiacs de Lewiston de la Ligue de hockey junior majeur du Québec.
En 2004, il prend part au Défi ADT Canada-Russie avec l'équipe LHJMQ.
Lors du repêchage de 2004, il est sélectionné en 8e ronde, 247e au total par les Rangers de New York.
En 2006-2007, il commence sa carrière professionnelle avec les Wildcatters du Texas de l'East Coast Hockey League.
Il poursuit ensuite sa carrière avec les IceHogs de Rockford, les Bears de Hershey et les River Rats d'Albany de la Ligue américaine de hockey, ainsi qu’avec les Everblades de la Floride de l'ECHL.
En vue de la saison 2010-2011, il prend la direction de l’Allemagne, alors qu’il évolue une saison avec le Augsburger Panther de la DEL.
Le 29 août 2011, il se joint au HC Innsbruck de la Nationnaliga.
Le 16 juin 2012, il est choisi en 1re ronde, 2e au total par les Marquis de Jonquière lors du repêchage universel de la Ligue nord-américaine de hockey. La journée même, il signe un contrat avec l’équipe.
Le 27 juin 2013 il signe une prolongation de contrat de trois saisons.

## Statistiques
| Saison    | Équipe                   | Ligue        |    | Saison régulière | Saison régulière | Saison régulière | Saison régulière | Saison régulière |   | Séries éliminatoires | Séries éliminatoires | Séries éliminatoires | Séries éliminatoires | Séries éliminatoires |
| Saison    | Équipe                   | Ligue        | PJ | B                | A                | Pts              | Pun              | PJ               | B | A                    | Pts                  | Pun                  |                      |                      |
| 2001-2002 | Castors de Sherbrooke    | LHJMQ        | 65 | 5                | 7                | 12               | 61               | -                | - | -                    | -                    | -                    |                      |                      |
| 2002-2003 | Castors de Sherbrooke    | LHJMQ        | 71 | 4                | 14               | 18               | 118              | 12               | 2 | 5                    | 7                    | 18                   |                      |                      |
| 2003-2004 | Maineiacs de Lewiston    | LHJMQ        | 68 | 13               | 52               | 65               | 140              | 7                | 0 | 2                    | 2                    | 10                   |                      |                      |
| 2004-2005 | Maineiacs de Lewiston    | LHJMQ        | 67 | 11               | 51               | 62               | 198              | 8                | 2 | 7                    | 9                    | 34                   |                      |                      |
| 2005-2006 | Maineiacs de Lewiston    | LHJMQ        | 63 | 16               | 33               | 49               | 136              | 4                | 0 | 2                    | 2                    | 31                   |                      |                      |
| 2006-2007 | Wildcatters du Texas     | ECHL         | 72 | 6                | 37               | 43               | 76               | 10               | 1 | 2                    | 3                    | 13                   |                      |                      |
| 2007-2008 | Wildcatters du Texas     | ECHL         | 22 | 3                | 14               | 17               | 28               | -                | - | -                    | -                    | -                    |                      |                      |
| 2007-2008 | IceHogs de Rockford      | LAH          | 3  | 2                | 0                | 2                | 4                | -                | - | -                    | -                    | -                    |                      |                      |
| 2007-2008 | Bears de Hershey         | LAH          | 37 | 2                | 11               | 13               | 30               | 5                | 1 | 0                    | 1                    | 6                    |                      |                      |
| 2008-2009 | River Rats d'Albany      | LAH          | 45 | 1                | 11               | 12               | 38               | -                | - | -                    | -                    | -                    |                      |                      |
| 2008-2009 | Everblades de la Floride | ECHL         | 9  | 3                | 6                | 9                | 10               | 11               | 0 | 2                    | 2                    | 11                   |                      |                      |
| 2009-2010 | River Rats d'Albany      | LAH          | 73 | 4                | 21               | 25               | 34               | -                | - | -                    | -                    | -                    |                      |                      |
| 2010-2011 | Augsburger Panther       | DEL          | 52 | 5                | 9                | 14               | 88               | -                | - | -                    | -                    | -                    |                      |                      |
| 2011-2012 | HC Innsbruck             | Nationnaliga | 32 | 13               | 22               | 35               | 81               | 10               | 5 | 7                    | 12                   | 18                   |                      |                      |
| 2012-2013 | Marquis de Jonquière     | LNAH         | 40 | 4                | 26               | 30               | 36               | 11               | 4 | 3                    | 7                    | 12                   |                      |                      |
| 2013-2014 | Marquis de Jonquière     | LNAH         | 33 | 5                | 12               | 17               | 55               | 17               | 5 | 8                    | 13                   | 36                   |                      |                      |
| 2014-2015 | Marquis de Jonquière     | LNAH         | 38 | 8                | 30               | 38               | 86               | 9                | 3 | 3                    | 6                    | 26                   |                      |                      |
| 2015-2016 | Marquis de Jonquière     | LNAH         | 40 | 7                | 19               | 26               | 82               | 11               | 1 | 4                    | 5                    | 24                   |                      |                      |
| 2016-2017 | Marquis de Jonquière     | LNAH         | 37 | 7                | 16               | 23               | 42               | 15               | 4 | 5                    | 9                    | 35                   |                      |                      |
| 2017-2018 | Marquis de Jonquière     | LNAH         | 35 | 4                | 12               | 16               | 53               | 5                | 0 | 1                    | 1                    | 4                    |                      |                      |
| 2018-2019 | Pétroliers du Nord       | LNAH         | 36 | 1                | 8                | 9                | 69               | 4                | 0 | 0                    | 0                    | 8                    |                      |                      |
| 2019-2020 | 3L de Rivière-du-Loup    | LNAH         | 18 | 0                | 1                | 1                | 8                | -                | - | -                    | -                    | -                    |                      |                      |

## Trophées et honneurs personnels
- Ligue nord-américaine de hockey
  - 2012-2013 : remporte la Coupe Canam avec les Marquis de Jonquière.
  - 2013-2014 : remporte la Coupe Canam avec les Marquis de Jonquière.
- Ligue de hockey junior majeur du Québec
  - 2003-2004 : nommé dans la première équipe d’étoiles.